# Muzeul Național al Nigeriei din Lagos
Muzeul Național al Nigeriei (în engleză: Nigerian National Museum) este un muzeu național al Nigeriei, localizat în orașul Lagos. Muzeul găzduiește o colecție impresionantă de artă nigeriană. Cel mai celebru exponat al acestui muzeu este un cap de teracotă al culturii Nok numit Capul Jema’a, realizat între circa 900 î.e.n. și 200 î.e.n.. Exponatul este numit după satul Jema'a, unde acesta a fost descoperit. Capul Jemaa a fost descoperit pe un câmp în 1942, fiind opera de artă cea mai importantă a culturii nok și cea de la care istoricii au putut schița o apropiere de această civilizație. În Nigeria, și mai precis pe un vast perimetru de 480 de kilometri pe 160 de kilometri situat la nord de confluența fluviului Niger cu râul Benue, a înflorit această cultură aproximaiv între 500 î.e.n. și 200 e.n..
.

## Istorie
Muzeul a fost fondat în anul 1957 de arheologul englez Kenneth Murray. De asemenea muzeul a educat mulți nigerieni și turiști despre istoria și culturile Nigeriei. 

## Galerie

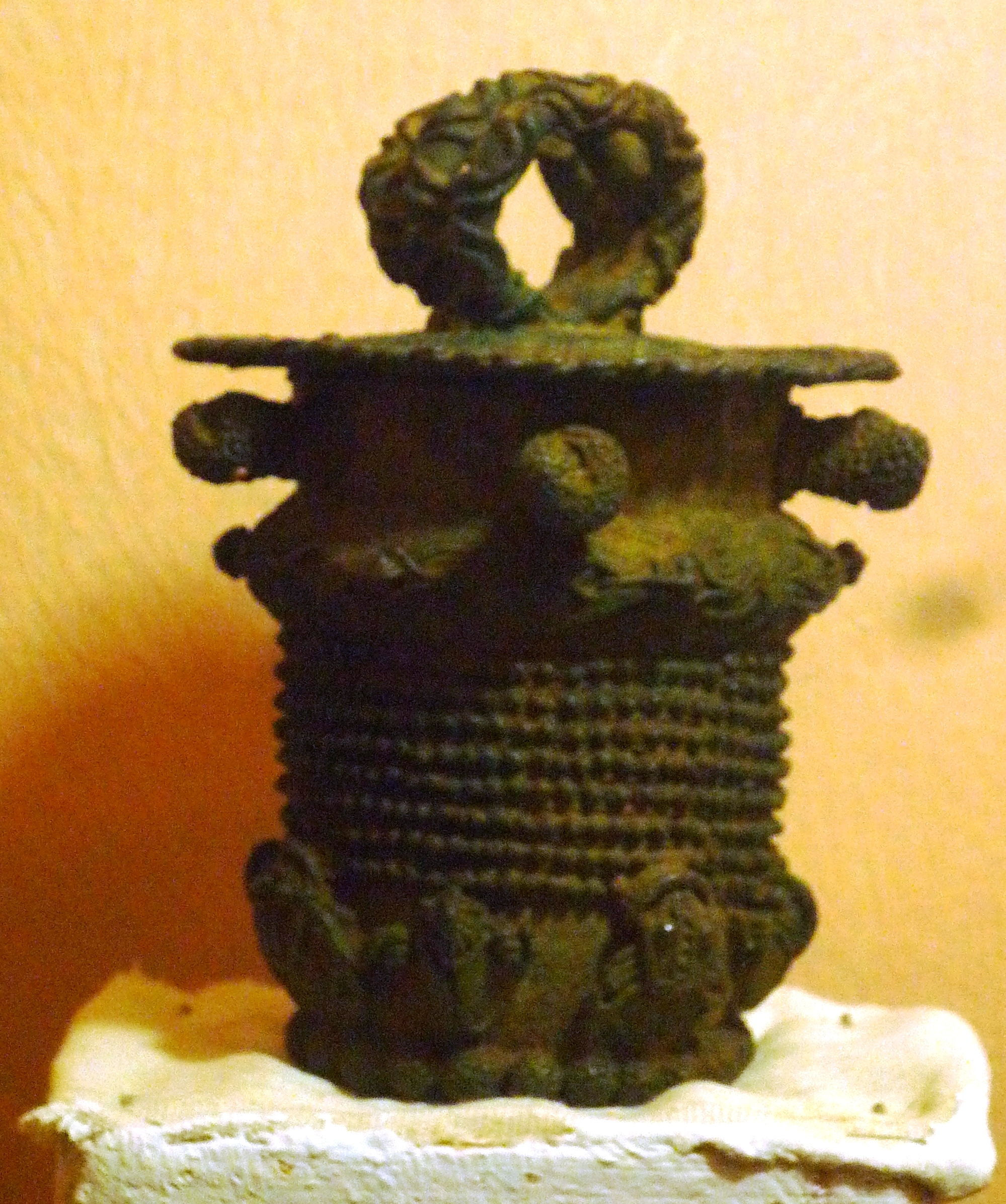
Oală ceremonială de bronz din secolul al IX-lea a poporului igbo
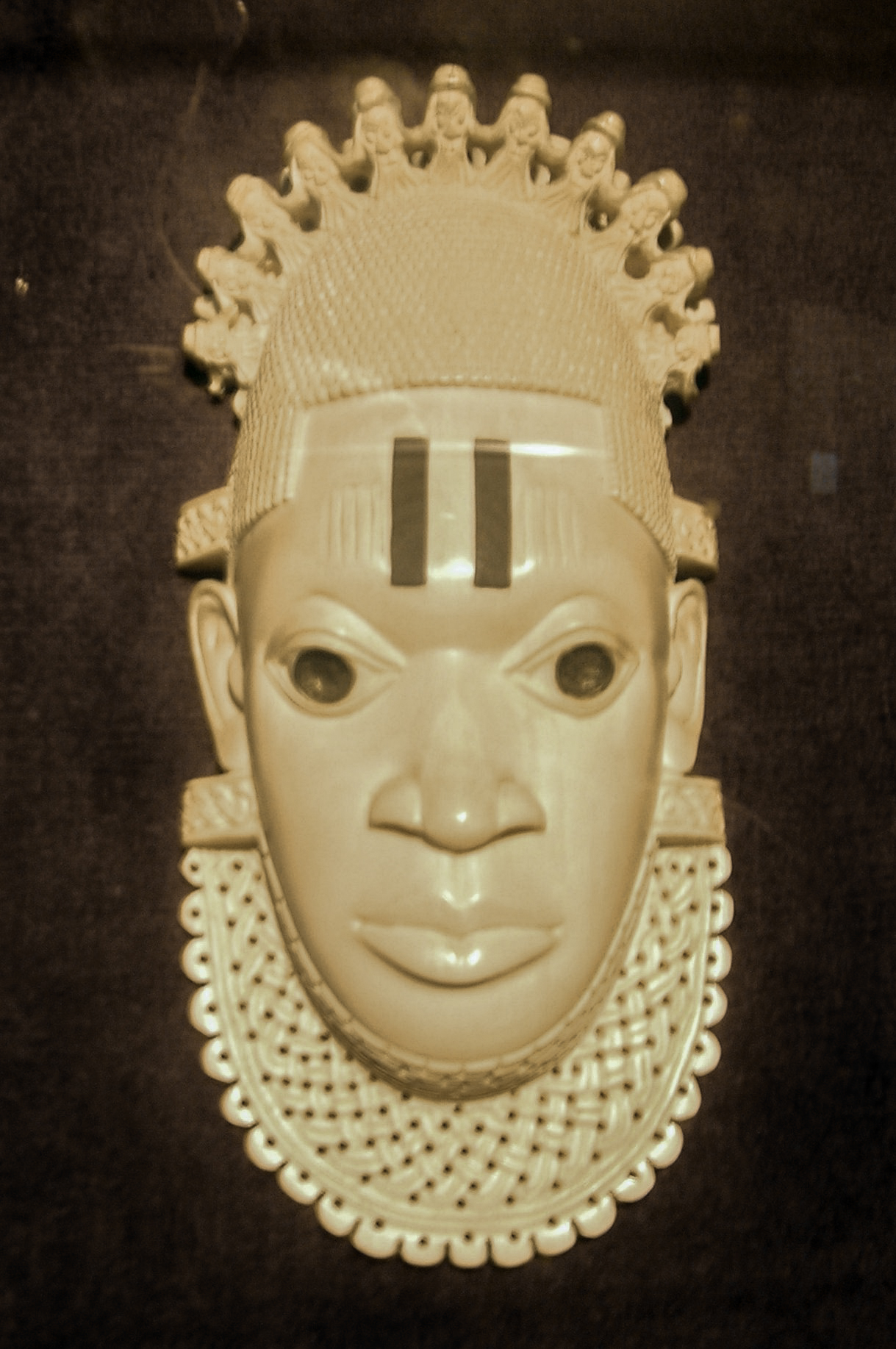
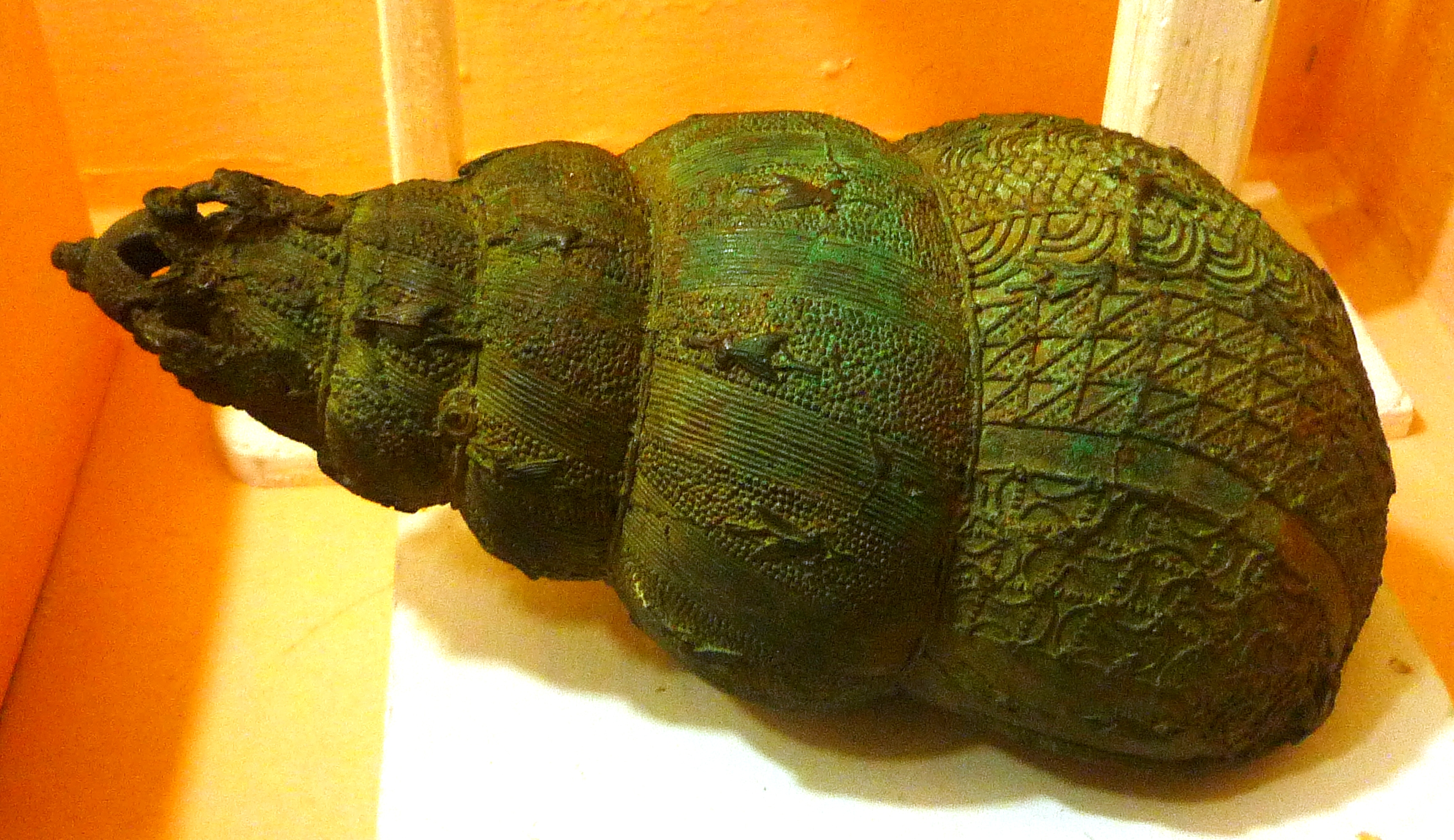
Vas ceremonial de bronz în formă de cochilie de melc din secolul al IX-lea al poporului igbo
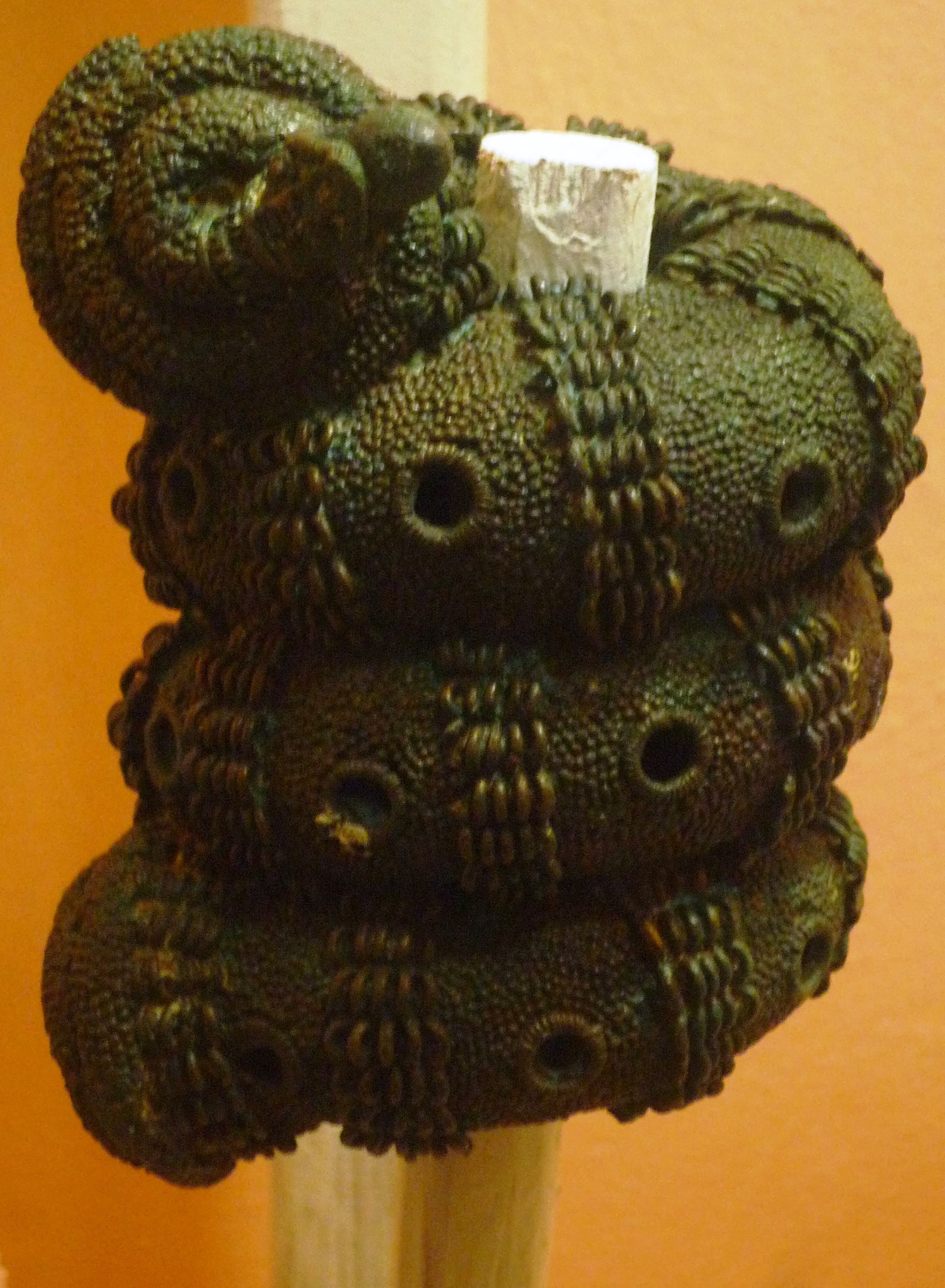
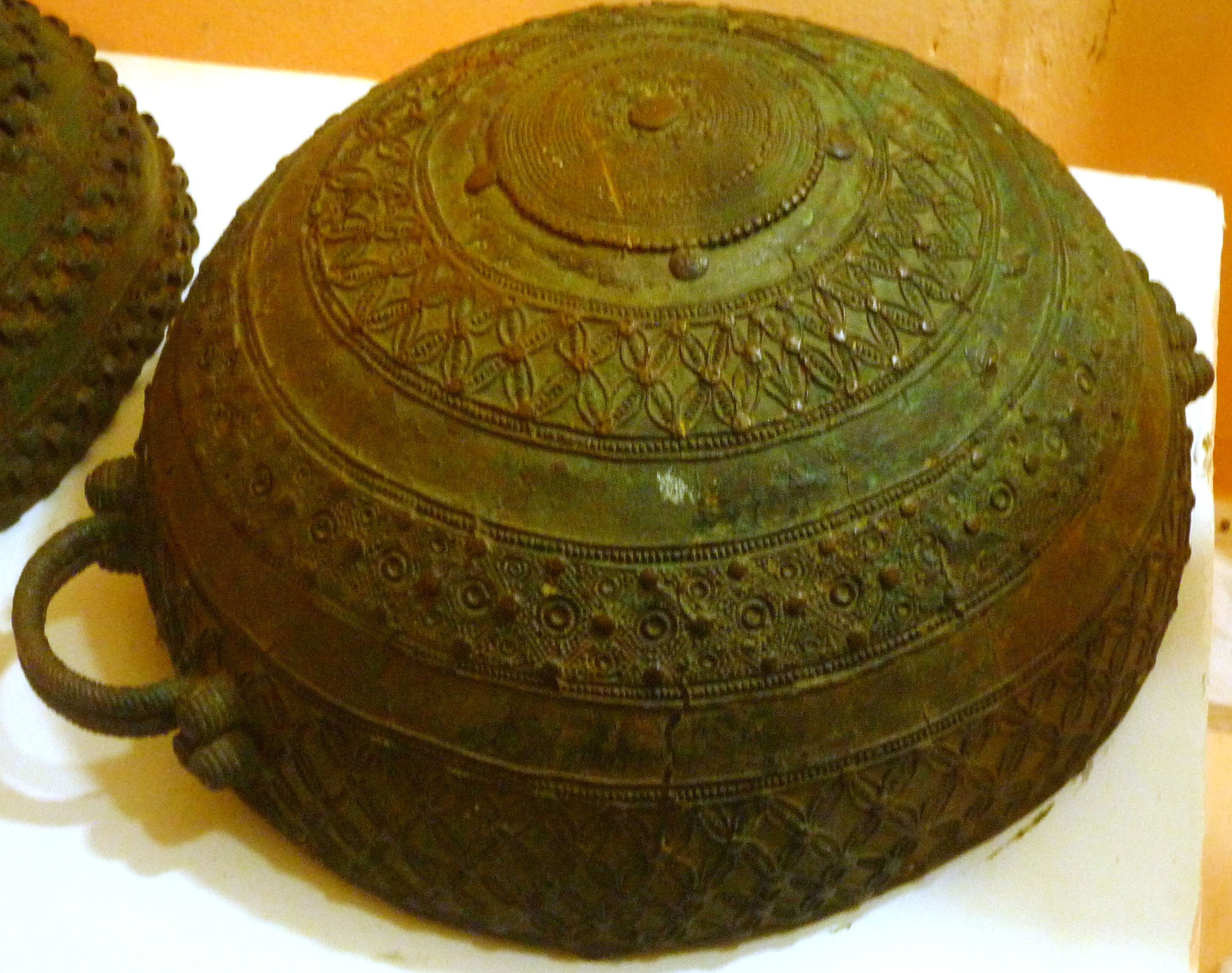
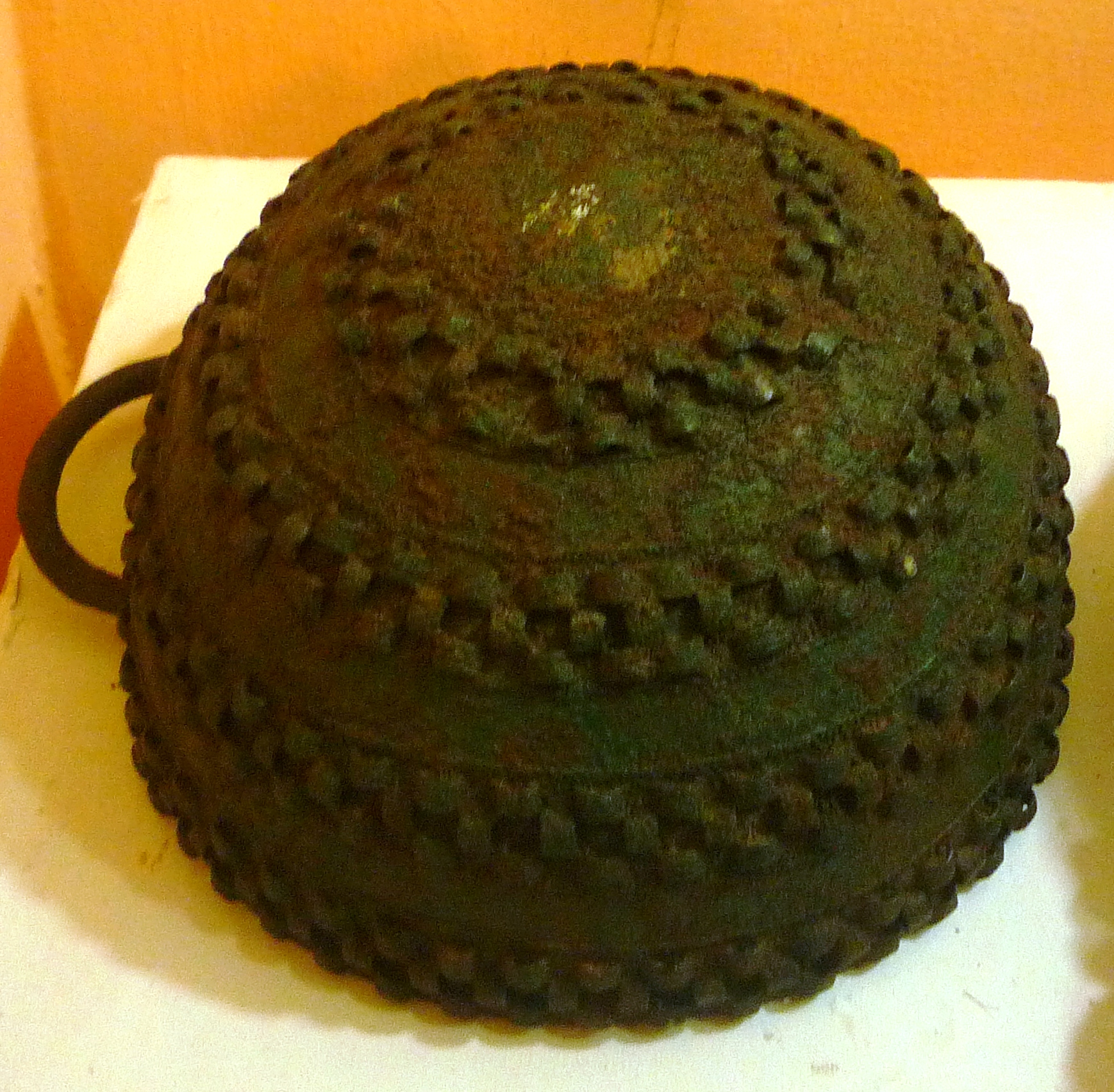
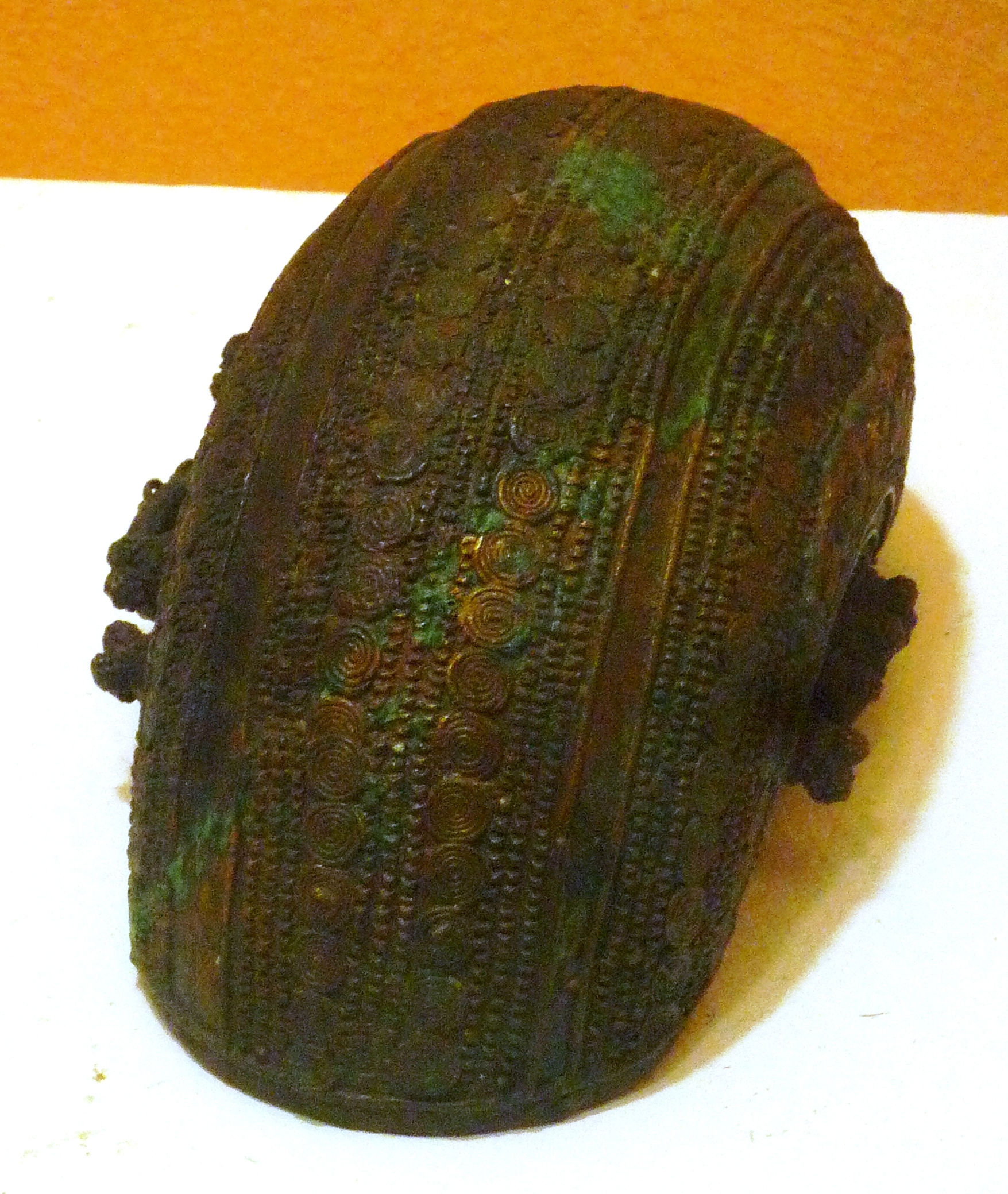
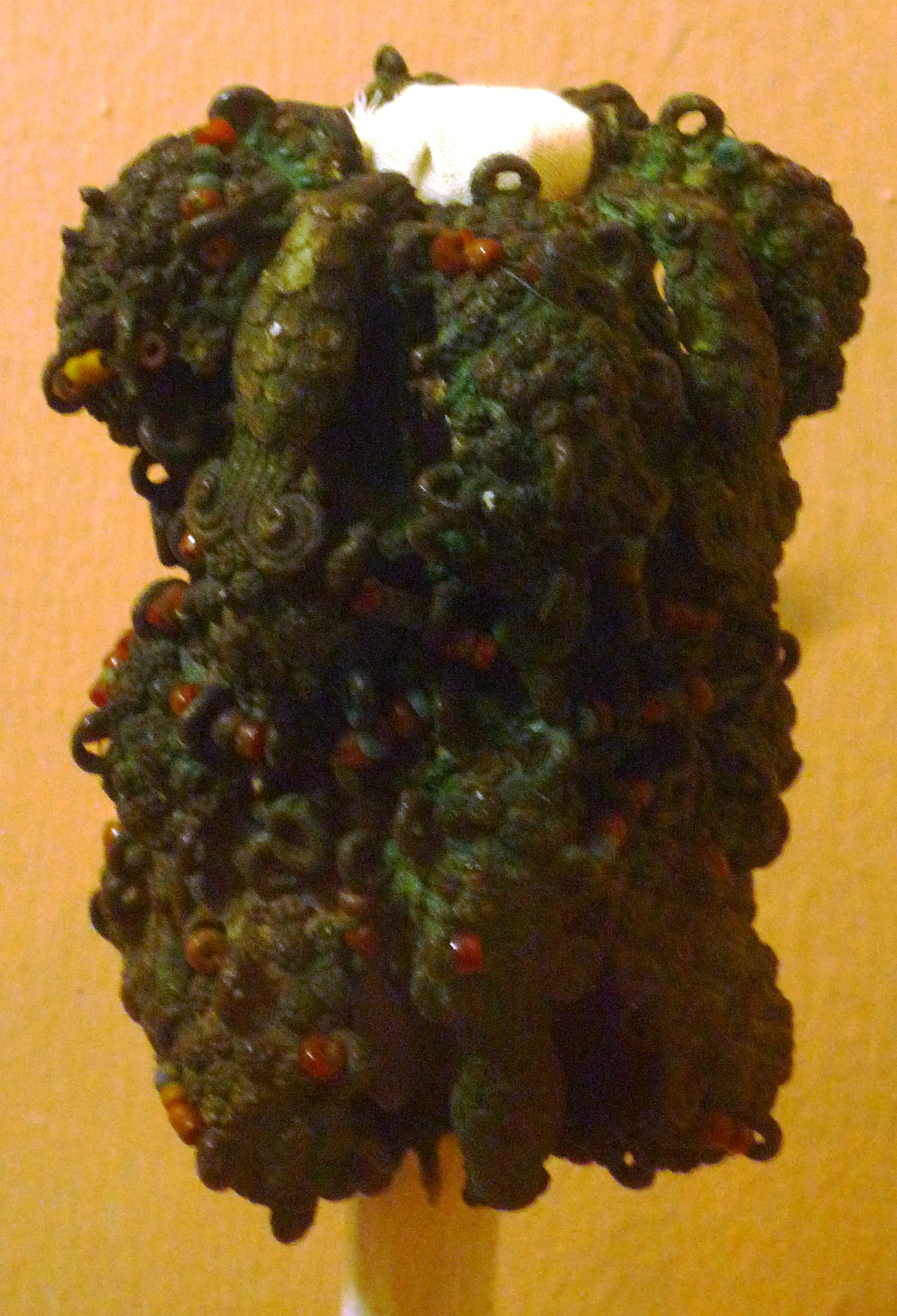
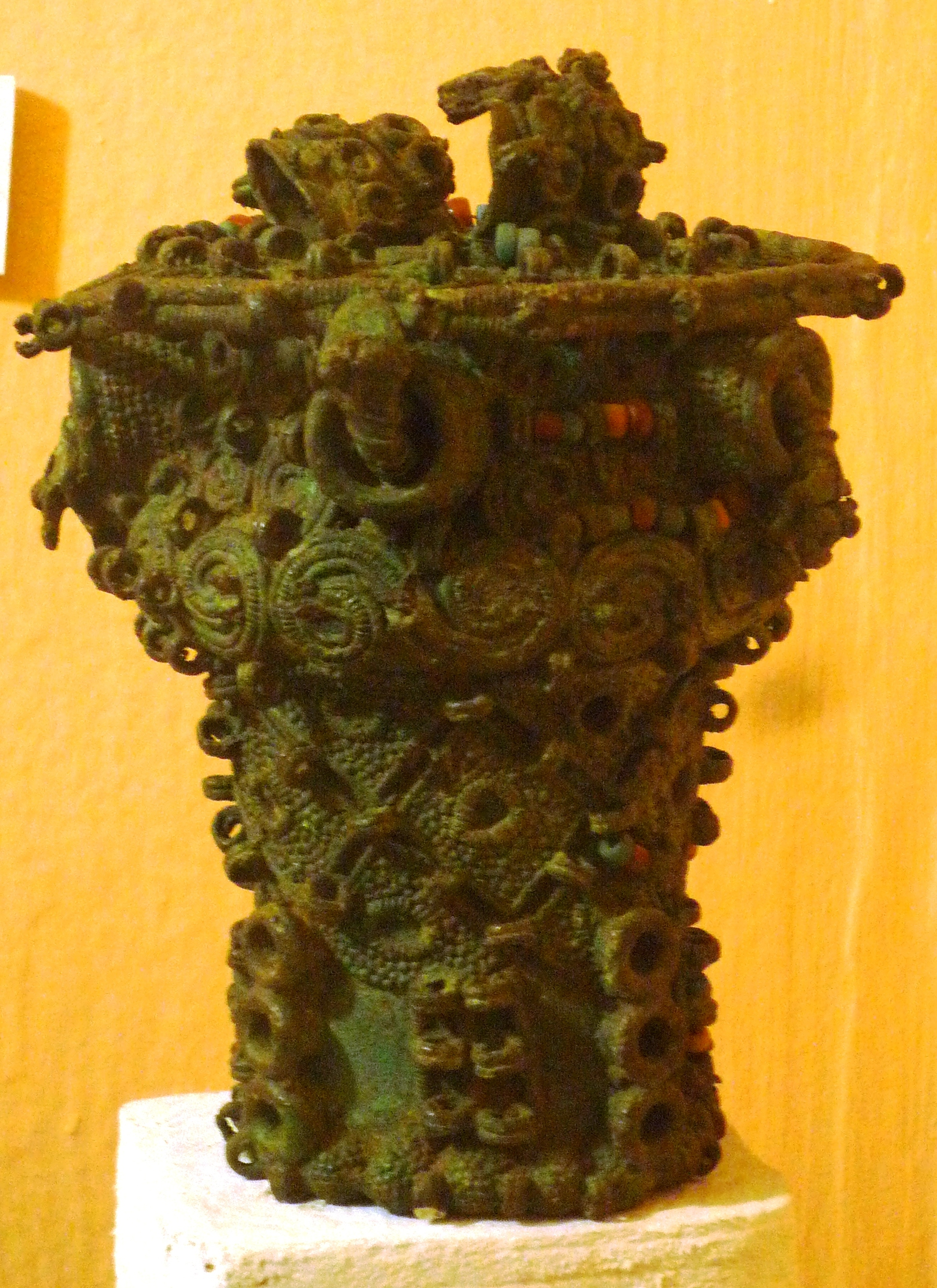
Oală ceremonială din secolul al IX-lea ce aparține poporului igbo
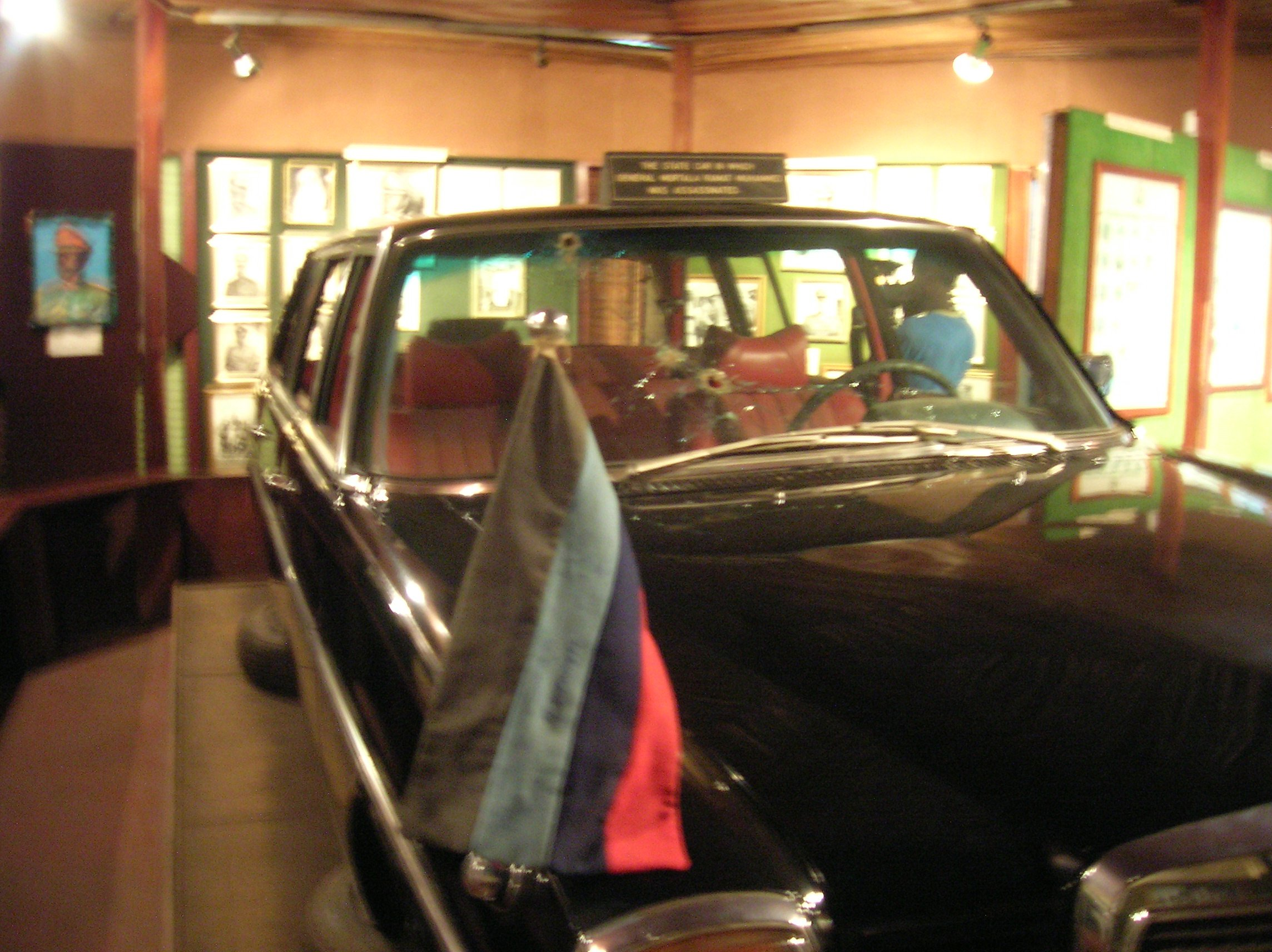